# بیل پوکاک
بیل پوکاک (انگلیسی: Bill Pocock; ۲۴ فوریهٔ ۱۸۹۴ – ۴ فوریهٔ ۱۹۵۹) بازیکن فوتبال اهل بریتانیا بود.
از باشگاه‌هایی که در آن بازی کرده‌است می‌توان به باشگاه فوتبال بریستول سیتی، باشگاه فوتبال بث سیتی، و باشگاه فوتبال سنت جانستون اشاره کرد.